# Roman Van Uden
Roman Van Uden (Auckland, 29 oktober 1988) is een Nieuw-Zeelands wielrenner van Nederlandse afkomst. Anno 2011 rijdt hij voor Pureblack Racing.
In 2009 werd Van Uden derde op het nationale kampioenschap bij de beloften en won hij de vierde etappe in de Ronde van de Gila.

## Overwinningen
2007
Auckland 1000
2009
4e etappe Ronde van de Gila
2010
Lake Taupo Cycle Challenge
2011
2e etappe Redlands Bicycle Classic
2013
1e etappe Ronde van Sharjah
Eindklassement Ronde van Sharjah
3e etappe Ronde van Al Zubarah
2014
Proloog Ronde van Al Zubarah

## Grote rondes
Geen
Abraham · Azmi · Christie · Ebsen · Fitrianto · Gitelis · Hairolrani · Hj Johor · Lim · Mastani · Nederlof · Phounsavath · Van Uden · Wang